# Kastell Bibra

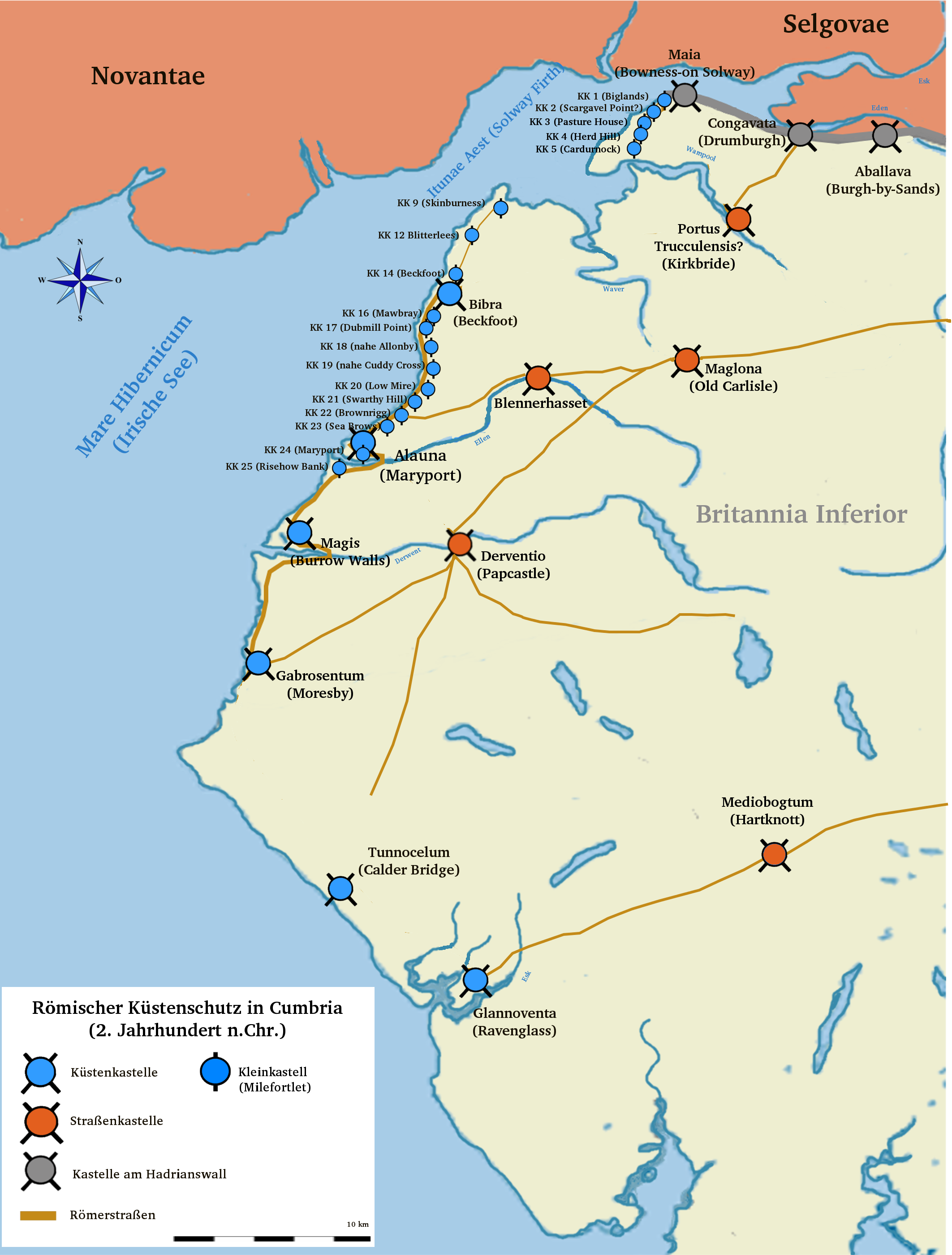

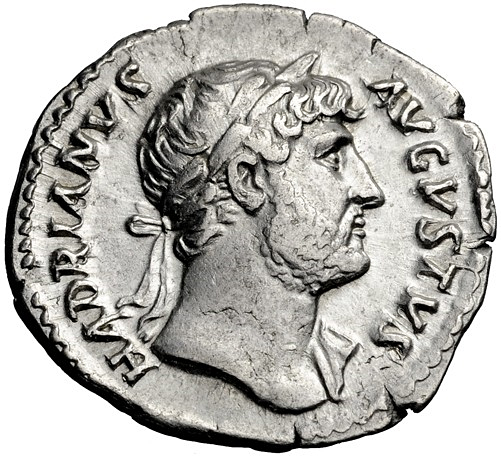
Münzporträt des Hadrian

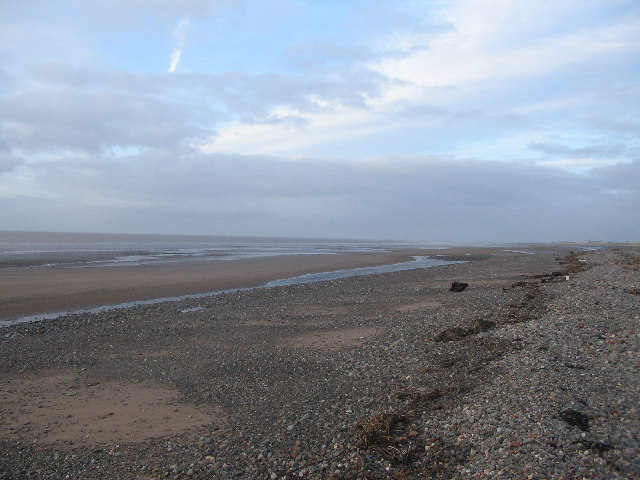
Der Solway bei Beckfoot

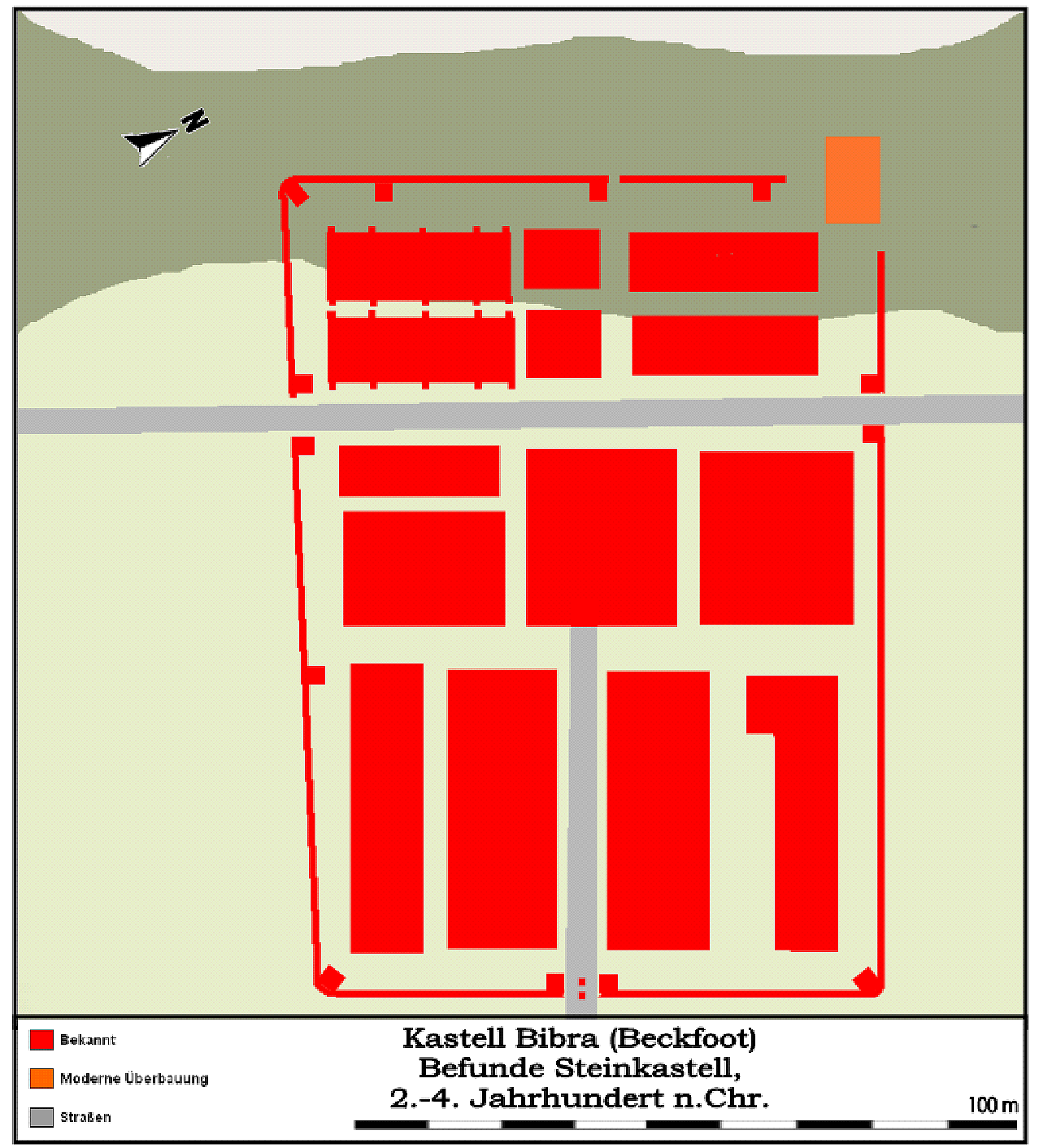
Befundskizze des Kastells (Stand 2006)

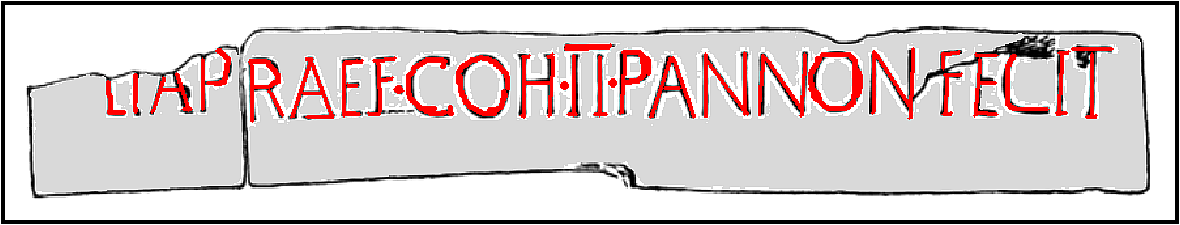
Skizze der Bauinschrift der Pannonierkohorte

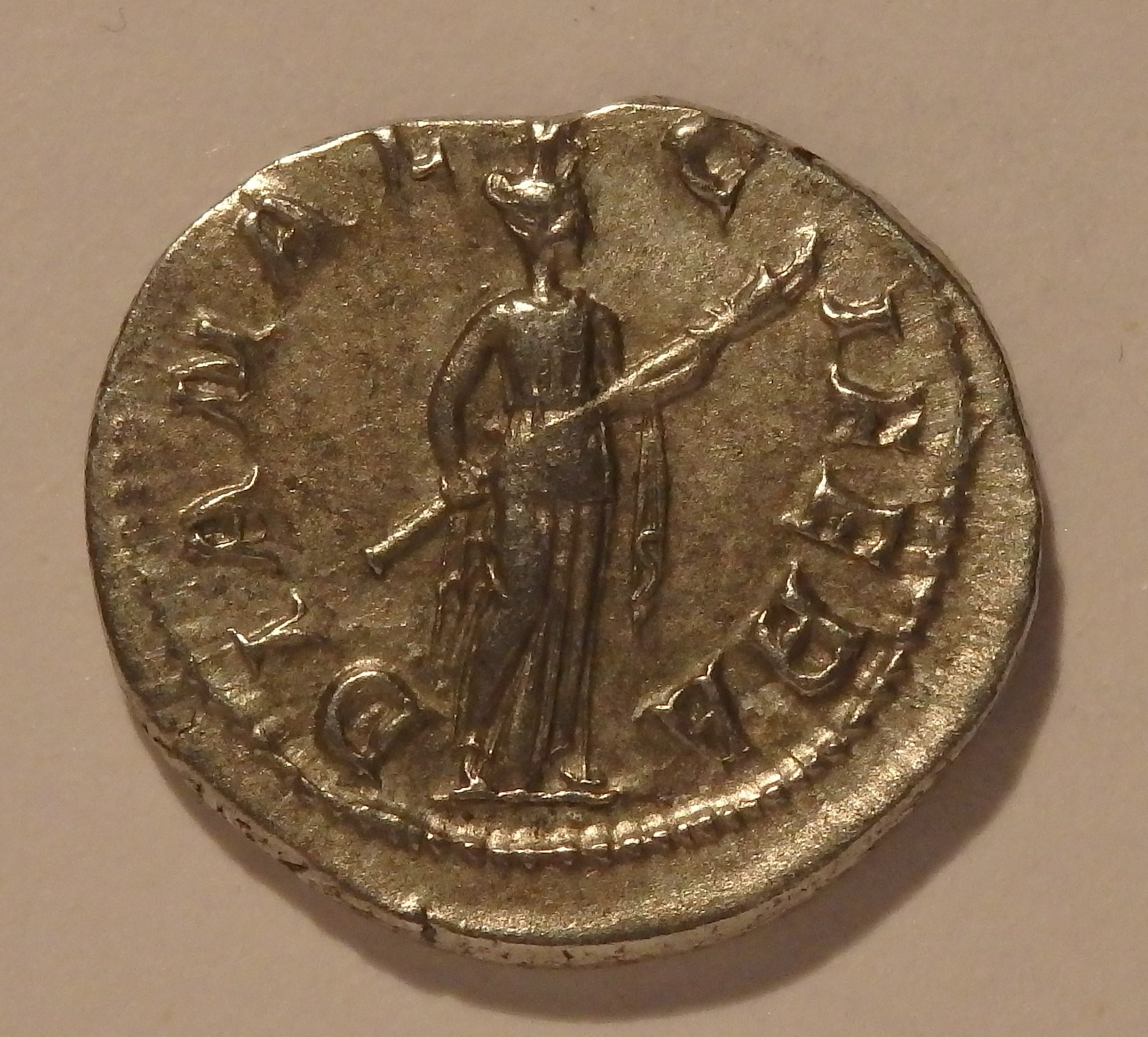
Denar mit Abbildung der Diana Lucifera, geprägt anlässlich der Hochzeit von Gordian III., 241 n. Chr.

Bibra war ein römisches Hilfstruppenkastell auf dem Gebiet des Weilers Beckfoot, Gemeinde Holme St. Cuthbert, Borough Allerdale, County Cumbria, England.
Das Lager war Teil einer Festungskette, bestehend aus Kastellen, Kleinkastellen und Wachtürmen entlang der Westküste (Solway Firth) von Cumbria. Seine Besatzung sollte u. a. auch die Westflanke des Hadrianswalls sichern. Es wurde Ende des 19. Jahrhunderts teilweise ausgegraben. Vom Kastell dürften im Boden noch umfangreiche und gut erhaltene Überreste der Befestigungen und seiner Innengebäude erhalten sein. Außerhalb seines Areals wurden zahlreiche römische Tonscherben gefunden, was auf die Existenz einer Zivilsiedlung hindeutet. Kastell und Siedlung wurden wahrscheinlich bis ins späte 4. Jahrhundert genutzt. Südlich der Festung wurden auch einige Brandbestattungen entdeckt.

## Name
Die einzige Quelle für den römischen Namen des Kastells in Beckfoot ist ein Eintrag in der Cosmographia des Geografen von Ravenna. Sie verortet „Bribra“ zwischen den Stationen Alauna (Maryport) und Maglona (Old Carlisle). Der Name stammt vielleicht ursprünglich aus dem Lateinischen und könnte Hügel (walisisch Bre) oder Hünengrab (englisch barrow) bedeuten. Dahinter könnte sich aber auch das kelto-britische Wort für Biber oder ein Flussname verbergen (Flussnamen wurden oft auf neugegründete Siedlungen übertragen). Möglich wäre auch ein Bezug zur Farbe Braun. Bibra könnte demnach „der Fluss der Biber“, oder „der Braune“ heißen. Es ist bekannt, dass Biber in angelsächsischer Zeit in Britannien existierten. Ohne frühere bekannte Namensformen ist es aber nur schwer möglich zu entschlüsseln, aus welchen Elementen sich der antike Ortsname tatsächlich zusammensetzt. Der heutige Name des nahegelegenen Weilers Mawbray bedeutet „Jungfrauenburg“ oder „Befestigung“ und könnte noch auf das römische Kastell zurückgehen.

## Lage
Beckfoot liegt an der Küstenstraße B5300, 5 km südlich von Silloth-on-Solway, 13 km nördlich von Maryport, 3 km nördlich von Mawbray und 40 km westlich von Carlisle. Das Bodendenkmal liegt auf einer leicht nach Osten abfallenden Hangweide, deren höchste Erhebung ein schmaler Hügel entlang der Westmauer mit uneingeschränktem Blick auf den Solway Firth ist. Beim Kastell mündet ein kleiner Bach, der Wolsty Springs, ins Meer. Das Areal gehört heute zu den Weidegründen der Beckfoot Farm, die 342 Meter nordwestlich des Kastells steht. Die Überreste des Lagers befinden sich nahe der heutigen Küstenlinie. Im späten 2. Jahrhundert gehörte die Küstenregion zur Provinz Britannia inferior, ab dem 4. Jahrhundert zur Provinz Britannia secunda und nach einer weiteren Verwaltungsreform vermutlich zur Provinz Valentia.

## Forschungsgeschichte und Fundspektrum
Ursprünglich war man der Meinung, die römischen Mauern wären Überreste eines alten Klosters oder eines befestigten Farmhauses (Bastle house). Lage und Aussehen des Kastells sind größtenteils von Luftaufnahmen und Bodenradaruntersuchungen bekannt. Auf ihnen sind, teilweise sehr klar, zahlreiche Details der Wehranlagen und der Innenbebauung zu erkennen. Es wurde, abgesehen von der Nordwestecke, in poströmischer Zeit nie überbaut. Die Funde der einzigen Ausgrabung, durchgeführt von J. Robinson in den Jahren von 1879 bis 1880, deuten auf eine Nutzung des Lagers vom 2. bis zum 4. Jahrhundert n. Chr. hin. Das Kastell wurde damals aber nur teilweise freigelegt. Die Grabung konzentrierte sich auf den südlichen Teil und auf einige eng begrenzte Suchschnitte im Norden des Lagerareals. Dabei konnten auch die Fundamente eines Gebäudes beobachtet, aber nur oberflächlich untersucht werden, seine Funktion ist daher unbekannt. Collingwood nahm an, dass es entweder die Fundamente eines Lagerhauses oder, wahrscheinlicher, die des Kommandantenhauses waren. Robinson war jedoch u. a. in der Lage, den gesamten Verlauf der Mauern zu verfolgen. Die Grabung musste aber damals in großer Eile durchgeführt werden. Sein Bericht darüber war, neben einer Befundskizze, nur eine kurze Aufzählung seiner Erkenntnisse. R. G. Collingwood fasste 1936 die Ergebnisse von Robinsons Ausgrabungen nochmals zusammen und erstellte einen Befundplan. Da das Kastellareal größtenteils von moderner Überbauung verschont blieb, ist es hervorragend für die Anfertigung von Luftaufnahmen geeignet. 2006 wurde auf dem Gelände des Gräberfelds von einem Team der Lancaster University eine Grabung durchgeführt, wobei jedoch nur wenige und unbedeutende Funde ans Tageslicht kamen. 2011 wurde das Gelände nördlich des Kastells von N. Williams, University of Central Lancashire, nochmals geophysikalisch untersucht. Nach der Auswertung zu schließen, dürften von diesem Kastell noch umfangreiche Überreste erhalten sein.
Zu den bemerkenswertesten Fundstücken gehören ein unbeschrifteter, 43 × 18 cm großer Altar, eine Statue der Diana-Luna-Lucifera, eine stark beschädigte Figur der Victoria, zwei Kupferperlen, Eisenfragmente, Mühlsteine und eine größere Menge an Keramikscherben. Die Bauinschrift der Pannonierkohorte wurde vor 1880 gefunden. An Münzen konnten neun Stück geborgen werden, davon zwei Kupferstücke des Trajan – eines davon war 1985 anscheinend an den Strand gespült worden. Eine weitere Münze stammt aus der Zeit von Constantius II. Ein weiterer Lesefund bestand aus drei Münzen, davon eine mit dem Porträt der Kaiserin Julia Domna, ihres Sohnes Caracalla und des Kaisers Valerian. Im Jahr 2010 wurde von einem Sondengänger in Beckfoot ein Keramikgefäß, befüllt mit 308 römischen Münzen entdeckt. Die Fundstücke aus Beckfoot sind im Senhouse Roman Museum in Maryport ausgestellt.

## Entwicklung
122 befahl Kaiser Hadrian, im Norden Britanniens eine Sperrmauer, verstärkt durch Wachtürme und Kastelle, vom Tyne bis zum Solway Firth zu errichten, um die britischen Provinzen vor den ständigen Einfällen der Pikten aus dem Norden zu schützen. Der Wall wurde größtenteils durch Soldaten der drei in Britannien stationierten Legionen und Mannschaften der Classis Britannica errichtet. Auch der Küstenabschnitt um Beckfoot wurde in dieser Zeit durch eine Kette von Kleinkastellen und Wachtürmen gesichert. Diese Befestigungen entstanden gleichzeitig mit dem Wall. Sie setzten sich ab Bowness-on-Solway (Maia) noch etwa 42 km entlang der Westküste von Cumbria fort. Wenn Invasoren oder Plünderer südlich des Hadrianswalls landeten, sollten sie vom Küstenschutz aufgehalten oder – im besten Fall – wieder vertrieben werden, bevor sie die Gelegenheit hatten, weiter nach Nordosten zu ziehen, um einen rückwärtigen Angriff auf die Mauer zu versuchen oder gleich in den reichen Südosten der Insel einzufallen. Einige der Küstenkastelle dürften auch Nachschubhäfen gewesen sein und wohl auch Stützpunkte der römischen Provinzflotte. Die Einheiten der Classis Britannica waren aber hauptsächlich auf Basen entlang der britischen und gallischen Kanalküste verteilt. Die Kastell- und Wachturmbesatzungen kontrollierten neben dem Schiffsverkehr am Solwy Firth eine Straße, die von Norden heranführte und die fruchtbare Ebene der damals dicht besiedelten Solway-Planes erschloss. Die Besatzung von Bibra überwachte das Gebiet südlich des Mündungstrichter von Wampool und Waver. Möglicherweise ersetzte es nach seiner Fertigstellung das Kleinkastell 14. Die Festungskette dürfte zum Teil aber bereits vor der Mitte des 2. Jahrhunderts wieder aufgegeben worden sein. Die Überreste der Kleinkastelle 14 und 15 befinden sich in unmittelbarer Nähe des Kastells. Die Funde deuten auf eine Nutzung Bibras bis ins 4. Jahrhundert n. Chr. hin.

## Kastell
Vom Kastell und seinem Vicus ist heute nichts mehr zu sehen. Über dem Boden ist nur die stark verwitterte Kastellplattform erkennbar, die annähernd der Form und Größe der Befestigung entspricht. Der Standort war über Jahrhunderte hinweg erheblichen Bodenerosionen ausgesetzt oder wurde unter Sanddünen begraben. Das Areal wird heute u. a. auch landwirtschaftlich genutzt. Die Nordwestecke des Lagers wurde durch moderne Bebauung komplett zerstört. Es handelte sich dabei um eine Standardbefestigung des 2. Jahrhunderts, die zur Unterbringung einer etwa 500 Mann starken Truppe bestimmt war. Das Lager hatte einen – etwas unregelmäßigen – quadratischen Grundriss mit abgerundeten Ecken, der sich nach Osten hin etwas verjüngte, und maß von Ost nach West 123 Meter, von Nord nach Süd 84 Meter. Es bedeckte eine Fläche von ca. 1,1 Hektar.
Die Umfassungsmauern waren 1,80 Meter dick, durch Zwischentürme verstärkt und von drei oder vier Gräben umgeben. Als Wehrgang diente eine rückwärtig aufgeschüttete Erdrampe. Die Ecken waren zusätzlich mit langrechteckigen Türmen verstärkt. Robinson entdeckte drei Tore, an der Nord-, Süd- und Ostseite gesichert mit je zwei Flankentürmen. Nord- und Südtor sind etwas nach Westen versetzt. An der Westseite (Küstenlinie) konnte zunächst kein Tor lokalisiert werden. Später wurde dort eine Schlupfpforte entdeckt. Das Osttor verfügte wahrscheinlich über zwei Durchgänge, die durch Pfeiler (spina) voneinander getrennt waren. Einer davon wurde möglicherweise zu einem späteren Zeitpunkt blockiert. An der Westmauer stieß man auf einen massiven, 3,3 × 2,1 Meter messenden Mauerwerkblock. Robinson hielt ihn für das Fundament eines Leuchtturms. Wahrscheinlich handelte es sich dabei aber um die Basis einer Geschützplattform (siehe Ballistae). Diese Plattformen wurden möglicherweise im 3. oder 4. Jahrhundert errichtet. Auf den Luftbildern ist auch eine Anzahl von Straßen erkennbar, die von der Festung weg führen und noch außerhalb des untersuchten Gebietes weitergehen. Die vom Nord- und Südtor ausgehenden Straßen konnten ungefähr 240 Meter in beiden Richtungen verfolgt werden. Ein kürzerer Straßenabschnitt, 19 Meter, war auch am Osttor sichtbar. Die Luftbilder zeigen auch eine römische Straße, die quer durch das Lager führt. Sie verband die Festung wohl mit einer Straße bei Silloth, nördlich von Beckfoot, und in weiterer Folge auch mit dem entlang der Küste verlaufenden Patrouillenweg.
Innerhalb der Festung konnten die Positionen der Lagerverwaltung (Principia), des Kommandantenhauses (Praetorium), von zwei Lagerhäusern (Horreum), möglicherweise ein Hospital (Valetudinarium), sechs Kasernenblöcke (Contubernia) und Funktionsgebäude (Fabricia), ein Bad im Nordosten (Therme/Balineum), sowie Werkstätten u. a. identifiziert werden. Die zwei Getreidespeicher standen wahrscheinlich am Südtor, westlich der nord-südlich verlaufenden Lagerhauptstraße (Via Praeatoria).

## Garnison
| Zeitstellung                   | Truppenname                                                   | Beschreibung |
| ------------------------------ | ------------------------------------------------------------- | --- |
| 2. Jahrhundert n. Chr.         | Cohors secunda Pannoniorum (die zweite Kohorte der Pannonier) | Nur eine Bauinschrift erwähnt die dort stationierte Hilfstruppeneinheit (Auxilia). Da es keine Hinweise auf den Namenszusatz milliaria (1000 Mann) gibt, war die Einheit eine Cohors quingenaria. Die Sollstärke der Kohorte lag im Idealfall bei 600 Mann Infanterie (Pedes), ursprünglich aufgestellt in der Provinz Pannonien, die Teile des heutigen Ostösterreichs, der Slowakei, Westungarn und das nördliche Kroatien sowie Serbien umfasste. Möglicherweise war die Kohorte in späthadrianischer Zeit nach Beckfoot verlegt worden und beteiligte sich anscheinend dort auch an diversen Bauarbeiten. Laut der Inschrift wurde sie in dieser Zeit von einem Offizier im Range eines Präfekten befehligt. Wie lange diese Kohorte in Bibra lag, ist unbekannt. |
| 2. bis 4. Jahrhundert n. Chr.? | Classis Britannica (die britannische Flotte)                  | Ob im Hafen des Kastells auch römische Marineeinheiten (Liburnari) und Schiffe stationiert waren, ist bis dato mangels diesbezüglicher Funde unbewiesen. |

## Vicus und Gräberfeld
Zu beiden Seiten einer Straße sind auf den Luftaufnahmen südlich des Kastells die Reste eines Vicus zu erkennen. Etwa 75 Meter südlich der Straße dürften mehrere Streifenhäuser gestanden haben. Während im Jahre 1855 durchgeführter Entwässerungsarbeiten stießen die Arbeiter südlich des Lagers auf fünf Altarfragmente. Man vermutet, dass sich an dieser Stelle ein Schrein oder Tempel befunden haben könnte. Eine Hafenanlage konnte bislang weder archäologisch oder epigraphisch nachgewiesen werden.
Nördlich und südlich des Kastells hatte man entlang der Küste auch zwei Gräberfelder angelegt. Auf ihnen wurden vermutlich die Toten des Kastells und des Vicus bestattet. Am Südfeld konnten mehrere bemerkenswerte Brandbestattungen (Ustrina) aus dem zweiten nachchristlichen Jahrhundert untersucht werden. Die Scheiterhaufen standen meist in einer flachen Grube, in der nach der Begräbniszeremonie auch die Urnen bestattet wurden. Aus den verkohlten Überreste in einer dieser Gruben konnte herausgelesen werden, dass der Verstorbene auf einer mit Federn gefüllten Matratze und einem Eichenbettgestell liegend verbrannt wurde. Zur Befeuerung des Scheiterhaufens wurde Kiefernholz verwendet. Am Südfeld stieß man auch auf römische Grablegungen aus dem 3. Jahrhundert. Eines dieser Brandgräber befand sich direkt neben dem KK 15. Auf dem südlichen Gräberfeld müssten in naher Zukunft dringend wissenschaftlich begleitete Bergungsarbeiten durchgeführt werden, da es durch die stetig voranschreitende Bodenerosion stark gefährdet ist.